# 卡迪里耶
卡迪里耶（阿拉伯语：‎），另译卡迪林耶、尕德忍耶、嘎德忍耶、嘎迪忍耶和嘎迪林耶等，伊斯兰教苏菲派教团，源于其创始者阿卜杜勒·卡迪尔·吉拉尼名字中的“卡迪尔”一词。其学理强烈依赖于对伊斯兰教基本原则的坚持。
该教团有许多分支，尤其是在阿语世界中，也可以在土耳其、印度尼西亚、阿富汗、印度、孟加拉国、巴基斯坦、巴尔干半岛、俄罗斯、巴勒斯坦、以色列、中国以及东非和西非中找到。传入中国后被列为四大门宦之一。